# Copa Libertadores 2006
Navigation
Édition précédente Édition suivante
La Copa Libertadores 2006 est la 47e édition de la Copa Libertadores. Le club vainqueur de la compétition est désigné champion d'Amérique du Sud 2006 et dispute la Coupe du monde des clubs 2006 et la Recopa Sudamericana 2007.
Comme lors de l'édition précédente, la finale oppose deux équipes brésiliennes. Le SC Internacional s'impose face au tenant du titre, São Paulo. C'est le premier succès continental pour l'Internacional alors que São Paulo perd sa troisième finale de Copa Libertadores de son histoire. Le titre de meilleur buteur est partagé entre quatorze joueurs, qui ont tous atteint le total de cinq buts.
Le format de la compétition reste identique à celui mis en place en 2005. Un tour préliminaire opposant une équipe de chaque fédération (sauf la fédération du tenant du titre qui doit engager deux équipes dans ce tour préliminaire) permet aux six qualifiés de rejoindre la phase de groupes. Celle-ci se dispute à présent sous la forme de huit poules de quatre équipes. Les deux premiers de chaque groupe se qualifient pour la phase finale, qui est elle jouée en matchs aller-retour à élimination directe. La règle des buts marqués à l'extérieur en cas d'égalité sur les deux rencontres est appliquée pour cette édition.

## Clubs engagés
| Premier tour | Premier tour | Premier tour | Premier tour | Premier tour | Premier tour | Premier tour | Premier tour | Premier tour | Premier tour | Premier tour | Premier tour | Premier tour | Premier tour | Premier tour | Premier tour |
| --- | --- | --- | --- | --- | --- | --- | --- | --- | --- | --- | --- | --- | --- | --- | --- |
| - São Paulo Futebol Clube - Tenant du titre - Newell's Old Boys - Vainqueur du tournoi Ouverture 2004 - Club Atlético Vélez Sarsfield - Vainqueur du tournoi Clôture 2005 - Estudiantes de La Plata - 1er au classement cumulé 2004-2005 - CA Rosario Central - 2e au classement cumulé 2004-2005 - Club Bolívar - Vainqueur du Tournoi Adecuacion 2005 - The Strongest La Paz - 2e du Tournoi Adecuacion 2005 - Sport Club Corinthians Paulista - Champion du Brésil 2005 - Sport Club Internacional - Vice-champion du Brésil 2005 - Paulista Futebol Clube - Vainqueur de la Copa do Brasil 2005 - Club de Deportes Unión Española - Vainqueur du tournoi Ouverture 2005 - CD Universidad Catolica - Vainqueur du tournoi Clôture 2005 - Atlético Nacional - Vainqueur du tournoi Ouverture 2005 | - São Paulo Futebol Clube - Tenant du titre - Newell's Old Boys - Vainqueur du tournoi Ouverture 2004 - Club Atlético Vélez Sarsfield - Vainqueur du tournoi Clôture 2005 - Estudiantes de La Plata - 1er au classement cumulé 2004-2005 - CA Rosario Central - 2e au classement cumulé 2004-2005 - Club Bolívar - Vainqueur du Tournoi Adecuacion 2005 - The Strongest La Paz - 2e du Tournoi Adecuacion 2005 - Sport Club Corinthians Paulista - Champion du Brésil 2005 - Sport Club Internacional - Vice-champion du Brésil 2005 - Paulista Futebol Clube - Vainqueur de la Copa do Brasil 2005 - Club de Deportes Unión Española - Vainqueur du tournoi Ouverture 2005 - CD Universidad Catolica - Vainqueur du tournoi Clôture 2005 - Atlético Nacional - Vainqueur du tournoi Ouverture 2005 | - São Paulo Futebol Clube - Tenant du titre - Newell's Old Boys - Vainqueur du tournoi Ouverture 2004 - Club Atlético Vélez Sarsfield - Vainqueur du tournoi Clôture 2005 - Estudiantes de La Plata - 1er au classement cumulé 2004-2005 - CA Rosario Central - 2e au classement cumulé 2004-2005 - Club Bolívar - Vainqueur du Tournoi Adecuacion 2005 - The Strongest La Paz - 2e du Tournoi Adecuacion 2005 - Sport Club Corinthians Paulista - Champion du Brésil 2005 - Sport Club Internacional - Vice-champion du Brésil 2005 - Paulista Futebol Clube - Vainqueur de la Copa do Brasil 2005 - Club de Deportes Unión Española - Vainqueur du tournoi Ouverture 2005 - CD Universidad Catolica - Vainqueur du tournoi Clôture 2005 - Atlético Nacional - Vainqueur du tournoi Ouverture 2005 | - São Paulo Futebol Clube - Tenant du titre - Newell's Old Boys - Vainqueur du tournoi Ouverture 2004 - Club Atlético Vélez Sarsfield - Vainqueur du tournoi Clôture 2005 - Estudiantes de La Plata - 1er au classement cumulé 2004-2005 - CA Rosario Central - 2e au classement cumulé 2004-2005 - Club Bolívar - Vainqueur du Tournoi Adecuacion 2005 - The Strongest La Paz - 2e du Tournoi Adecuacion 2005 - Sport Club Corinthians Paulista - Champion du Brésil 2005 - Sport Club Internacional - Vice-champion du Brésil 2005 - Paulista Futebol Clube - Vainqueur de la Copa do Brasil 2005 - Club de Deportes Unión Española - Vainqueur du tournoi Ouverture 2005 - CD Universidad Catolica - Vainqueur du tournoi Clôture 2005 - Atlético Nacional - Vainqueur du tournoi Ouverture 2005 | - São Paulo Futebol Clube - Tenant du titre - Newell's Old Boys - Vainqueur du tournoi Ouverture 2004 - Club Atlético Vélez Sarsfield - Vainqueur du tournoi Clôture 2005 - Estudiantes de La Plata - 1er au classement cumulé 2004-2005 - CA Rosario Central - 2e au classement cumulé 2004-2005 - Club Bolívar - Vainqueur du Tournoi Adecuacion 2005 - The Strongest La Paz - 2e du Tournoi Adecuacion 2005 - Sport Club Corinthians Paulista - Champion du Brésil 2005 - Sport Club Internacional - Vice-champion du Brésil 2005 - Paulista Futebol Clube - Vainqueur de la Copa do Brasil 2005 - Club de Deportes Unión Española - Vainqueur du tournoi Ouverture 2005 - CD Universidad Catolica - Vainqueur du tournoi Clôture 2005 - Atlético Nacional - Vainqueur du tournoi Ouverture 2005 | - São Paulo Futebol Clube - Tenant du titre - Newell's Old Boys - Vainqueur du tournoi Ouverture 2004 - Club Atlético Vélez Sarsfield - Vainqueur du tournoi Clôture 2005 - Estudiantes de La Plata - 1er au classement cumulé 2004-2005 - CA Rosario Central - 2e au classement cumulé 2004-2005 - Club Bolívar - Vainqueur du Tournoi Adecuacion 2005 - The Strongest La Paz - 2e du Tournoi Adecuacion 2005 - Sport Club Corinthians Paulista - Champion du Brésil 2005 - Sport Club Internacional - Vice-champion du Brésil 2005 - Paulista Futebol Clube - Vainqueur de la Copa do Brasil 2005 - Club de Deportes Unión Española - Vainqueur du tournoi Ouverture 2005 - CD Universidad Catolica - Vainqueur du tournoi Clôture 2005 - Atlético Nacional - Vainqueur du tournoi Ouverture 2005 | - São Paulo Futebol Clube - Tenant du titre - Newell's Old Boys - Vainqueur du tournoi Ouverture 2004 - Club Atlético Vélez Sarsfield - Vainqueur du tournoi Clôture 2005 - Estudiantes de La Plata - 1er au classement cumulé 2004-2005 - CA Rosario Central - 2e au classement cumulé 2004-2005 - Club Bolívar - Vainqueur du Tournoi Adecuacion 2005 - The Strongest La Paz - 2e du Tournoi Adecuacion 2005 - Sport Club Corinthians Paulista - Champion du Brésil 2005 - Sport Club Internacional - Vice-champion du Brésil 2005 - Paulista Futebol Clube - Vainqueur de la Copa do Brasil 2005 - Club de Deportes Unión Española - Vainqueur du tournoi Ouverture 2005 - CD Universidad Catolica - Vainqueur du tournoi Clôture 2005 - Atlético Nacional - Vainqueur du tournoi Ouverture 2005 | - São Paulo Futebol Clube - Tenant du titre - Newell's Old Boys - Vainqueur du tournoi Ouverture 2004 - Club Atlético Vélez Sarsfield - Vainqueur du tournoi Clôture 2005 - Estudiantes de La Plata - 1er au classement cumulé 2004-2005 - CA Rosario Central - 2e au classement cumulé 2004-2005 - Club Bolívar - Vainqueur du Tournoi Adecuacion 2005 - The Strongest La Paz - 2e du Tournoi Adecuacion 2005 - Sport Club Corinthians Paulista - Champion du Brésil 2005 - Sport Club Internacional - Vice-champion du Brésil 2005 - Paulista Futebol Clube - Vainqueur de la Copa do Brasil 2005 - Club de Deportes Unión Española - Vainqueur du tournoi Ouverture 2005 - CD Universidad Catolica - Vainqueur du tournoi Clôture 2005 - Atlético Nacional - Vainqueur du tournoi Ouverture 2005 | - Asociación Deportivo Cali - Vainqueur du tournoi Clôture 2005 - Liga Deportiva Universitaria de Quito - Vainqueur du tournoi Ouverture 2005 - Club Deportivo El Nacional - Vainqueur du tournoi Clôture 2005 - Pumas UNAM - Vainqueur du barrage pré-Libertadores 2006 - Tigres UANL - Vainqueur de l'InterLiga 2006 - Cerro Porteño - Champion du Paraguay 2005 - Club Libertad - Vainqueur du barrage pré-Libertadores 2005 - Cienciano del Cusco - Vainqueur du tournoi Ouverture 2005 - Club Sporting Cristal - Vainqueur du tournoi Clôture 2005 - Club Nacional de Football - Champion d'Uruguay 2005 - Rocha Fútbol Club - Vainqueur du tournoi Ouverture 2005 - Unión Atlético Maracaibo - Champion du Venezuela 2004-2005 - Caracas Futbol Club - 1er au classement cumulé 2004-2005 | - Asociación Deportivo Cali - Vainqueur du tournoi Clôture 2005 - Liga Deportiva Universitaria de Quito - Vainqueur du tournoi Ouverture 2005 - Club Deportivo El Nacional - Vainqueur du tournoi Clôture 2005 - Pumas UNAM - Vainqueur du barrage pré-Libertadores 2006 - Tigres UANL - Vainqueur de l'InterLiga 2006 - Cerro Porteño - Champion du Paraguay 2005 - Club Libertad - Vainqueur du barrage pré-Libertadores 2005 - Cienciano del Cusco - Vainqueur du tournoi Ouverture 2005 - Club Sporting Cristal - Vainqueur du tournoi Clôture 2005 - Club Nacional de Football - Champion d'Uruguay 2005 - Rocha Fútbol Club - Vainqueur du tournoi Ouverture 2005 - Unión Atlético Maracaibo - Champion du Venezuela 2004-2005 - Caracas Futbol Club - 1er au classement cumulé 2004-2005 | - Asociación Deportivo Cali - Vainqueur du tournoi Clôture 2005 - Liga Deportiva Universitaria de Quito - Vainqueur du tournoi Ouverture 2005 - Club Deportivo El Nacional - Vainqueur du tournoi Clôture 2005 - Pumas UNAM - Vainqueur du barrage pré-Libertadores 2006 - Tigres UANL - Vainqueur de l'InterLiga 2006 - Cerro Porteño - Champion du Paraguay 2005 - Club Libertad - Vainqueur du barrage pré-Libertadores 2005 - Cienciano del Cusco - Vainqueur du tournoi Ouverture 2005 - Club Sporting Cristal - Vainqueur du tournoi Clôture 2005 - Club Nacional de Football - Champion d'Uruguay 2005 - Rocha Fútbol Club - Vainqueur du tournoi Ouverture 2005 - Unión Atlético Maracaibo - Champion du Venezuela 2004-2005 - Caracas Futbol Club - 1er au classement cumulé 2004-2005 | - Asociación Deportivo Cali - Vainqueur du tournoi Clôture 2005 - Liga Deportiva Universitaria de Quito - Vainqueur du tournoi Ouverture 2005 - Club Deportivo El Nacional - Vainqueur du tournoi Clôture 2005 - Pumas UNAM - Vainqueur du barrage pré-Libertadores 2006 - Tigres UANL - Vainqueur de l'InterLiga 2006 - Cerro Porteño - Champion du Paraguay 2005 - Club Libertad - Vainqueur du barrage pré-Libertadores 2005 - Cienciano del Cusco - Vainqueur du tournoi Ouverture 2005 - Club Sporting Cristal - Vainqueur du tournoi Clôture 2005 - Club Nacional de Football - Champion d'Uruguay 2005 - Rocha Fútbol Club - Vainqueur du tournoi Ouverture 2005 - Unión Atlético Maracaibo - Champion du Venezuela 2004-2005 - Caracas Futbol Club - 1er au classement cumulé 2004-2005 | - Asociación Deportivo Cali - Vainqueur du tournoi Clôture 2005 - Liga Deportiva Universitaria de Quito - Vainqueur du tournoi Ouverture 2005 - Club Deportivo El Nacional - Vainqueur du tournoi Clôture 2005 - Pumas UNAM - Vainqueur du barrage pré-Libertadores 2006 - Tigres UANL - Vainqueur de l'InterLiga 2006 - Cerro Porteño - Champion du Paraguay 2005 - Club Libertad - Vainqueur du barrage pré-Libertadores 2005 - Cienciano del Cusco - Vainqueur du tournoi Ouverture 2005 - Club Sporting Cristal - Vainqueur du tournoi Clôture 2005 - Club Nacional de Football - Champion d'Uruguay 2005 - Rocha Fútbol Club - Vainqueur du tournoi Ouverture 2005 - Unión Atlético Maracaibo - Champion du Venezuela 2004-2005 - Caracas Futbol Club - 1er au classement cumulé 2004-2005 | - Asociación Deportivo Cali - Vainqueur du tournoi Clôture 2005 - Liga Deportiva Universitaria de Quito - Vainqueur du tournoi Ouverture 2005 - Club Deportivo El Nacional - Vainqueur du tournoi Clôture 2005 - Pumas UNAM - Vainqueur du barrage pré-Libertadores 2006 - Tigres UANL - Vainqueur de l'InterLiga 2006 - Cerro Porteño - Champion du Paraguay 2005 - Club Libertad - Vainqueur du barrage pré-Libertadores 2005 - Cienciano del Cusco - Vainqueur du tournoi Ouverture 2005 - Club Sporting Cristal - Vainqueur du tournoi Clôture 2005 - Club Nacional de Football - Champion d'Uruguay 2005 - Rocha Fútbol Club - Vainqueur du tournoi Ouverture 2005 - Unión Atlético Maracaibo - Champion du Venezuela 2004-2005 - Caracas Futbol Club - 1er au classement cumulé 2004-2005 | - Asociación Deportivo Cali - Vainqueur du tournoi Clôture 2005 - Liga Deportiva Universitaria de Quito - Vainqueur du tournoi Ouverture 2005 - Club Deportivo El Nacional - Vainqueur du tournoi Clôture 2005 - Pumas UNAM - Vainqueur du barrage pré-Libertadores 2006 - Tigres UANL - Vainqueur de l'InterLiga 2006 - Cerro Porteño - Champion du Paraguay 2005 - Club Libertad - Vainqueur du barrage pré-Libertadores 2005 - Cienciano del Cusco - Vainqueur du tournoi Ouverture 2005 - Club Sporting Cristal - Vainqueur du tournoi Clôture 2005 - Club Nacional de Football - Champion d'Uruguay 2005 - Rocha Fútbol Club - Vainqueur du tournoi Ouverture 2005 - Unión Atlético Maracaibo - Champion du Venezuela 2004-2005 - Caracas Futbol Club - 1er au classement cumulé 2004-2005 | - Asociación Deportivo Cali - Vainqueur du tournoi Clôture 2005 - Liga Deportiva Universitaria de Quito - Vainqueur du tournoi Ouverture 2005 - Club Deportivo El Nacional - Vainqueur du tournoi Clôture 2005 - Pumas UNAM - Vainqueur du barrage pré-Libertadores 2006 - Tigres UANL - Vainqueur de l'InterLiga 2006 - Cerro Porteño - Champion du Paraguay 2005 - Club Libertad - Vainqueur du barrage pré-Libertadores 2005 - Cienciano del Cusco - Vainqueur du tournoi Ouverture 2005 - Club Sporting Cristal - Vainqueur du tournoi Clôture 2005 - Club Nacional de Football - Champion d'Uruguay 2005 - Rocha Fútbol Club - Vainqueur du tournoi Ouverture 2005 - Unión Atlético Maracaibo - Champion du Venezuela 2004-2005 - Caracas Futbol Club - 1er au classement cumulé 2004-2005 |
| Tour préliminaire | | | | | | | | | | | | | | | |
| - Club Atlético River Plate - 3e au classement cumulé 2004-2005 - Oriente Petrolero - 3e du Tournoi Adecuacion 2005 - Goiás Esporte Clube - 3e du championnat du Brésil 2005 - Sociedade Esportiva Palmeiras - 4e du championnat du Brésil 2005 - Club Social y Deportivo Colo-Colo - 1er au classement cumulé 2005 - Club Independiente Santa Fe - 1er au classement cumulé 2005 | - Club Atlético River Plate - 3e au classement cumulé 2004-2005 - Oriente Petrolero - 3e du Tournoi Adecuacion 2005 - Goiás Esporte Clube - 3e du championnat du Brésil 2005 - Sociedade Esportiva Palmeiras - 4e du championnat du Brésil 2005 - Club Social y Deportivo Colo-Colo - 1er au classement cumulé 2005 - Club Independiente Santa Fe - 1er au classement cumulé 2005 | - Club Atlético River Plate - 3e au classement cumulé 2004-2005 - Oriente Petrolero - 3e du Tournoi Adecuacion 2005 - Goiás Esporte Clube - 3e du championnat du Brésil 2005 - Sociedade Esportiva Palmeiras - 4e du championnat du Brésil 2005 - Club Social y Deportivo Colo-Colo - 1er au classement cumulé 2005 - Club Independiente Santa Fe - 1er au classement cumulé 2005 | - Club Atlético River Plate - 3e au classement cumulé 2004-2005 - Oriente Petrolero - 3e du Tournoi Adecuacion 2005 - Goiás Esporte Clube - 3e du championnat du Brésil 2005 - Sociedade Esportiva Palmeiras - 4e du championnat du Brésil 2005 - Club Social y Deportivo Colo-Colo - 1er au classement cumulé 2005 - Club Independiente Santa Fe - 1er au classement cumulé 2005 | - Club Atlético River Plate - 3e au classement cumulé 2004-2005 - Oriente Petrolero - 3e du Tournoi Adecuacion 2005 - Goiás Esporte Clube - 3e du championnat du Brésil 2005 - Sociedade Esportiva Palmeiras - 4e du championnat du Brésil 2005 - Club Social y Deportivo Colo-Colo - 1er au classement cumulé 2005 - Club Independiente Santa Fe - 1er au classement cumulé 2005 | - Club Atlético River Plate - 3e au classement cumulé 2004-2005 - Oriente Petrolero - 3e du Tournoi Adecuacion 2005 - Goiás Esporte Clube - 3e du championnat du Brésil 2005 - Sociedade Esportiva Palmeiras - 4e du championnat du Brésil 2005 - Club Social y Deportivo Colo-Colo - 1er au classement cumulé 2005 - Club Independiente Santa Fe - 1er au classement cumulé 2005 | - Club Atlético River Plate - 3e au classement cumulé 2004-2005 - Oriente Petrolero - 3e du Tournoi Adecuacion 2005 - Goiás Esporte Clube - 3e du championnat du Brésil 2005 - Sociedade Esportiva Palmeiras - 4e du championnat du Brésil 2005 - Club Social y Deportivo Colo-Colo - 1er au classement cumulé 2005 - Club Independiente Santa Fe - 1er au classement cumulé 2005 | - Club Atlético River Plate - 3e au classement cumulé 2004-2005 - Oriente Petrolero - 3e du Tournoi Adecuacion 2005 - Goiás Esporte Clube - 3e du championnat du Brésil 2005 - Sociedade Esportiva Palmeiras - 4e du championnat du Brésil 2005 - Club Social y Deportivo Colo-Colo - 1er au classement cumulé 2005 - Club Independiente Santa Fe - 1er au classement cumulé 2005 | - Club Deportivo Cuenca - 2e du tournoi Clôture 2005 - Chivas de Guadalajara - Vainqueur de la seconde phase de l’InterLiga 2006 - Club Nacional - 1er au classement cumulé 2005 - Club Universitario de Deportes - 1er au classement cumulé 2005 - Defensor Sporting Club - 1er au classement cumulé 2005 - Deportivo Táchira FC - 2e au classement cumulé 2004-2005 | - Club Deportivo Cuenca - 2e du tournoi Clôture 2005 - Chivas de Guadalajara - Vainqueur de la seconde phase de l’InterLiga 2006 - Club Nacional - 1er au classement cumulé 2005 - Club Universitario de Deportes - 1er au classement cumulé 2005 - Defensor Sporting Club - 1er au classement cumulé 2005 - Deportivo Táchira FC - 2e au classement cumulé 2004-2005 | - Club Deportivo Cuenca - 2e du tournoi Clôture 2005 - Chivas de Guadalajara - Vainqueur de la seconde phase de l’InterLiga 2006 - Club Nacional - 1er au classement cumulé 2005 - Club Universitario de Deportes - 1er au classement cumulé 2005 - Defensor Sporting Club - 1er au classement cumulé 2005 - Deportivo Táchira FC - 2e au classement cumulé 2004-2005 | - Club Deportivo Cuenca - 2e du tournoi Clôture 2005 - Chivas de Guadalajara - Vainqueur de la seconde phase de l’InterLiga 2006 - Club Nacional - 1er au classement cumulé 2005 - Club Universitario de Deportes - 1er au classement cumulé 2005 - Defensor Sporting Club - 1er au classement cumulé 2005 - Deportivo Táchira FC - 2e au classement cumulé 2004-2005 | - Club Deportivo Cuenca - 2e du tournoi Clôture 2005 - Chivas de Guadalajara - Vainqueur de la seconde phase de l’InterLiga 2006 - Club Nacional - 1er au classement cumulé 2005 - Club Universitario de Deportes - 1er au classement cumulé 2005 - Defensor Sporting Club - 1er au classement cumulé 2005 - Deportivo Táchira FC - 2e au classement cumulé 2004-2005 | - Club Deportivo Cuenca - 2e du tournoi Clôture 2005 - Chivas de Guadalajara - Vainqueur de la seconde phase de l’InterLiga 2006 - Club Nacional - 1er au classement cumulé 2005 - Club Universitario de Deportes - 1er au classement cumulé 2005 - Defensor Sporting Club - 1er au classement cumulé 2005 - Deportivo Táchira FC - 2e au classement cumulé 2004-2005 | - Club Deportivo Cuenca - 2e du tournoi Clôture 2005 - Chivas de Guadalajara - Vainqueur de la seconde phase de l’InterLiga 2006 - Club Nacional - 1er au classement cumulé 2005 - Club Universitario de Deportes - 1er au classement cumulé 2005 - Defensor Sporting Club - 1er au classement cumulé 2005 - Deportivo Táchira FC - 2e au classement cumulé 2004-2005 | - Club Deportivo Cuenca - 2e du tournoi Clôture 2005 - Chivas de Guadalajara - Vainqueur de la seconde phase de l’InterLiga 2006 - Club Nacional - 1er au classement cumulé 2005 - Club Universitario de Deportes - 1er au classement cumulé 2005 - Defensor Sporting Club - 1er au classement cumulé 2005 - Deportivo Táchira FC - 2e au classement cumulé 2004-2005 |

## Compétition

### Tour préliminaire
| Équipe 1                  | Résultat | Équipe 2                       | Aller | Retour |
| ------------------------- | -------- | ------------------------------ | ----- | ------ |
| Club Nacional             | 2 - 2e   | Club Universitario de Deportes | 2 - 2 | 0 - 0  |
| Club Atlético River Plate | 8 - 0    | Oriente Petrolero              | 6 - 0 | 2 - 0  |
| SE Palmeiras              | 6 - 2    | Deportivo Táchira FC           | 2 - 0 | 4 - 2  |
| Defensor Sporting Club    | 2 - 2e   | Club Independiente Santa Fe    | 2 - 2 | 0 - 0  |
| Club Deportivo Cuenca     | 1 - 4    | Goiás Esporte Clube            | 1 - 1 | 0 - 3  |
| CSD Colo-Colo             | 4 - 8    | Chivas de Guadalajara          | 1 - 3 | 3 - 5  |

### Premier tour
| Rang | Équipe                   | Pts | J | G | N | P | Bp | Bc | Diff |  | Résultats (▼ dom., ► ext.) |     |     |     |     |
| ---- | ------------------------ | --- | - | - | - | - | -- | -- | ---- |  | -------------------------- | --- | --- | --- | --- |
| 1    | São Paulo Futebol ClubeT | 12  | 6 | 4 | 0 | 2 | 12 | 6  | +6   |  | São Paulo Futebol ClubeT   |     | 1-2 | 2-0 | 4-1 |
| 2    | Chivas de Guadalajara    | 12  | 6 | 3 | 3 | 0 | 6  | 3  | +3   |  | Chivas de Guadalajara      | 2-1 |     | 1-1 | 0-0 |
| 3    | Caracas Futbol Club      | 5   | 6 | 1 | 2 | 3 | 7  | 7  | 0    |  | Caracas Futbol Club        | 1-2 | 0-0 |     | 4-0 |
| 4    | Cienciano del Cusco      | 4   | 6 | 1 | 1 | 4 | 3  | 12 | -9   |  | Cienciano del Cusco        | 0-2 | 0-1 | 2-1 |     |

| Rang | Équipe                      | Pts | J | G | N | P | Bp | Bc | Diff |  | Résultats (▼ dom., ► ext.)  |     |     |     |     |
| ---- | --------------------------- | --- | - | - | - | - | -- | -- | ---- |  | --------------------------- | --- | --- | --- | --- |
| 1    | Club Independiente Santa Fe | 10  | 6 | 3 | 1 | 2 | 9  | 7  | +2   |  | Club Independiente Santa Fe |     | 3-1 | 2-1 | 2-2 |
| 2    | Estudiantes de La Plata     | 10  | 6 | 3 | 1 | 2 | 10 | 10 | 0    |  | Estudiantes de La Plata     | 1-0 |     | 4-3 | 2-1 |
| 3    | Club Sporting Cristal       | 7   | 6 | 2 | 1 | 3 | 11 | 12 | -1   |  | Club Sporting Cristal       | 1-2 | 2-2 |     | 2-1 |
| 4    | Club Bolívar                | 7   | 6 | 2 | 1 | 3 | 7  | 8  | -1   |  | Club Bolívar                | 1-0 | 1-0 | 1-2 |     |

| Rang | Équipe               | Pts | J | G | N | P | Bp | Bc | Diff |  | Résultats (▼ dom., ► ext.) |     |     |     |     |
| ---- | -------------------- | --- | - | - | - | - | -- | -- | ---- |  | -------------------------- | --- | --- | --- | --- |
| 1    | Goiás Esporte Clube  | 11  | 6 | 3 | 2 | 1 | 7  | 1  | +6   |  | Goiás Esporte Clube        |     | 3-0 | 0-0 | 2-0 |
| 2    | Newell's Old Boys    | 8   | 6 | 2 | 2 | 2 | 7  | 7  | 0    |  | Newell's Old Boys          | 0-0 |     | 2-0 | 2-0 |
| 3    | CD Unión Española    | 8   | 6 | 2 | 2 | 2 | 3  | 5  | -2   |  | CD Unión Española          | 0-2 | 1-1 |     | 1-0 |
| 4    | The Strongest La Paz | 6   | 6 | 2 | 0 | 4 | 4  | 8  | -4   |  | The Strongest La Paz       | 1-0 | 3-2 | 0-1 |     |

| Rang | Équipe                    | Pts | J | G | N | P | Bp | Bc | Diff |  | Résultats (▼ dom., ► ext.) |     |     |     |     |
| ---- | ------------------------- | --- | - | - | - | - | -- | -- | ---- |  | -------------------------- | --- | --- | --- | --- |
| 1    | SC Corinthians            | 13  | 6 | 4 | 1 | 1 | 10 | 6  | +4   |  | SC Corinthians             |     | 1-0 | 2-2 | 3-0 |
| 2    | Tigres UANL               | 10  | 6 | 3 | 1 | 2 | 12 | 10 | +2   |  | Tigres UANL                | 2-0 |     | 1-0 | 5-4 |
| 3    | CD Universidad Católica   | 10  | 6 | 3 | 1 | 2 | 12 | 11 | +1   |  | CD Universidad Católica    | 2-3 | 3-2 |     | 2-1 |
| 4    | Asociación Deportivo Cali | 1   | 6 | 0 | 1 | 5 | 9  | 16 | -7   |  | Asociación Deportivo Cali  | 0-1 | 2-2 | 2-3 |     |

| Rang | Équipe                         | Pts | J | G | N | P | Bp | Bc | Diff |  | Résultats (▼ dom., ► ext.)     |     |     |     |     |
| ---- | ------------------------------ | --- | - | - | - | - | -- | -- | ---- |  | ------------------------------ | --- | --- | --- | --- |
| 1    | Club Atlético Vélez Sarsfield  | 16  | 6 | 5 | 1 | 0 | 18 | 6  | +12  |  | Club Atlético Vélez Sarsfield  |     | 2-2 | 3-0 | 4-3 |
| 2    | LDU Quito                      | 10  | 6 | 3 | 1 | 2 | 16 | 9  | +7   |  | LDU Quito                      | 1-3 |     | 5-0 | 4-0 |
| 3    | Rocha Fútbol Club              | 5   | 6 | 1 | 2 | 3 | 4  | 16 | -12  |  | Rocha Fútbol Club              | 0-5 | 3-2 |     | 0-0 |
| 4    | Club Universitario de Deportes | 2   | 6 | 0 | 2 | 4 | 5  | 12 | -7   |  | Club Universitario de Deportes | 0-1 | 1-2 | 1-1 |     |

| Rang | Équipe                    | Pts | J | G | N | P | Bp | Bc | Diff |  | Résultats (▼ dom., ► ext.) |     |     |     |     |
| ---- | ------------------------- | --- | - | - | - | - | -- | -- | ---- |  | -------------------------- | --- | --- | --- | --- |
| 1    | Sport Club Internacional  | 14  | 6 | 4 | 2 | 0 | 13 | 4  | +9   |  | Sport Club Internacional   |     | 3-0 | 4-0 | 3-2 |
| 2    | Club Nacional de Football | 9   | 6 | 2 | 3 | 1 | 6  | 6  | 0    |  | Club Nacional de Football  | 0-0 |     | 0-0 | 2-0 |
| 3    | Unión Atlético Maracaibo  | 8   | 6 | 2 | 2 | 2 | 7  | 8  | -1   |  | Unión Atlético Maracaibo   | 1-1 | 2-3 |     | 3-0 |
| 4    | Pumas UNAM                | 1   | 6 | 0 | 1 | 5 | 4  | 12 | -8   |  | Pumas UNAM                 | 1-2 | 1-1 | 0-1 |     |

| Rang | Équipe             | Pts | J | G | N | P | Bp | Bc | Diff |  | Résultats (▼ dom., ► ext.) |     |     |     |     |
| ---- | ------------------ | --- | - | - | - | - | -- | -- | ---- |  | -------------------------- | --- | --- | --- | --- |
| 1    | Atlético Nacional  | 10  | 6 | 3 | 1 | 2 | 13 | 9  | +4   |  | Atlético Nacional          |     | 1-2 | 2-2 | 1-0 |
| 2    | SE Palmeiras       | 9   | 6 | 2 | 3 | 1 | 9  | 8  | +1   |  | SE Palmeiras               | 3-2 |     | 2-3 | 0-0 |
| 3    | Cerro Porteño      | 8   | 6 | 2 | 2 | 2 | 9  | 12 | -3   |  | Cerro Porteño              | 1-5 | 0-0 |     | 1-3 |
| 4    | CA Rosario Central | 5   | 6 | 1 | 2 | 3 | 6  | 8  | -2   |  | CA Rosario Central         | 1-2 | 2-2 | 0-2 |     |

| Rang | Équipe                     | Pts | J | G | N | P | Bp | Bc | Diff |  | Résultats (▼ dom., ► ext.) |     |     |     |     |
| ---- | -------------------------- | --- | - | - | - | - | -- | -- | ---- |  | -------------------------- | --- | --- | --- | --- |
| 1    | Club Libertad              | 11  | 6 | 3 | 2 | 1 | 8  | 3  | +5   |  | Club Libertad              |     | 2-0 | 4-1 | 1-0 |
| 2    | Club Atlético River Plate  | 9   | 6 | 3 | 0 | 3 | 10 | 10 | 0    |  | Club Atlético River Plate  | 1-0 |     | 4-3 | 4-1 |
| 3    | Club Deportivo El Nacional | 6   | 6 | 1 | 3 | 2 | 8  | 10 | -2   |  | Club Deportivo El Nacional | 1-1 | 2-0 |     | 1-1 |
| 4    | Paulista Futebol Clube     | 6   | 6 | 1 | 3 | 2 | 4  | 7  | -3   |  | Paulista Futebol Clube     | 0-0 | 2-1 | 0-0 |     |

### Tableau final
Il n'y a pas de tirage au sort pour la phase finale. Les seize qualifiés sont classés en fonction de leurs résultats lors du premier tour (les premiers de 1 à 8, les seconds de 9 à 16) et un tableau est créé avec les affiches déjà connues.
| Rang | Équipe                        | Pts | J | G | N | P | Bp | Bc | Diff |
| ---- | ----------------------------- | --- | - | - | - | - | -- | -- | ---- |
| 1    | Club Atlético Vélez Sarsfield | 16  | 6 | 5 | 1 | 0 | 18 | 6  | +12  |
| 2    | Sport Club Internacional      | 14  | 6 | 4 | 2 | 0 | 13 | 4  | +9   |
| 3    | SC Corinthians                | 13  | 6 | 4 | 1 | 1 | 10 | 6  | +4   |
| 4    | São Paulo Futebol Clube       | 12  | 6 | 4 | 0 | 2 | 12 | 6  | +6   |
| 5    | Goiás Esporte Clube           | 11  | 6 | 3 | 2 | 1 | 7  | 1  | +6   |
| 6    | Club Libertad                 | 11  | 6 | 3 | 2 | 1 | 8  | 3  | +5   |
| 7    | Atlético Nacional             | 10  | 6 | 3 | 1 | 2 | 13 | 9  | +4   |
| 8    | Club Independiente Santa Fe   | 10  | 6 | 3 | 1 | 2 | 9  | 7  | +2   |

| Rang | Équipe                        | Pts | J | G | N | P | Bp | Bc | Diff |
| ---- | ----------------------------- | --- | - | - | - | - | -- | -- | ---- |
| 9    | Chivas de Guadalajara         | 12  | 6 | 3 | 3 | 0 | 6  | 3  | +3   |
| 10   | LDU Quito                     | 10  | 6 | 3 | 1 | 2 | 16 | 9  | +7   |
| 11   | Tigres UANL                   | 10  | 6 | 3 | 1 | 2 | 12 | 10 | +2   |
| 12   | Estudiantes de La Plata       | 10  | 6 | 3 | 1 | 2 | 10 | 10 | 0    |
| 13   | Sociedade Esportiva Palmeiras | 9   | 6 | 2 | 3 | 1 | 9  | 8  | +1   |
| 14   | Club Atlético River Plate     | 9   | 6 | 3 | 0 | 3 | 10 | 10 | 0    |
| 15   | Club Nacional de Football     | 9   | 6 | 2 | 3 | 1 | 6  | 6  | 0    |
| 16   | Newell's Old Boys             | 8   | 6 | 2 | 2 | 2 | 7  | 7  | 0    |

|  | Huitièmes de finale | Huitièmes de finale           | Huitièmes de finale            | Huitièmes de finale            |                           |                           | Quarts de finale | Quarts de finale | Quarts de finale | Quarts de finale |  |  | Demi-finales | Demi-finales | Demi-finales | Demi-finales |  |  | Finale | Finale | Finale | Finale |
|  |                     |                               |                                |                                |                           |                           |                  |                  |                  |                  |  |  |              |              |              |              |  |  |        |        |        |        |
|  |                     |                               |                                |                                |                           |                           |                  |                  |                  |                  |  |  |              |              |              |              |  |  |        |        |        |        |
|  | 9                   | Chivas de Guadalajara         | 3                              | 1                              |                           |                           |                  |                  |                  |                  |  |  |              |              |              |              |  |  |        |        |        |        |
|  | 9                   | Chivas de Guadalajara         | 3                              | 1                              |                           |                           |                  |                  |                  |                  |  |  |              |              |              |              |  |  |        |        |        |        |
|  | 8                   | Club Independiente Santa Fe   | 0                              | 3                              |                           |                           |                  |                  |                  |                  |  |  |              |              |              |              |  |  |        |        |        |        |
|  | 8                   | Club Independiente Santa Fe   | 0                              | 3                              | Chivas de Guadalajara     | Chivas de Guadalajara     | 0                | 2                |                  |                  |  |  |              |              |              |              |  |  |        |        |        |        |
|  |                     |                               |                                |                                | Chivas de Guadalajara     | Chivas de Guadalajara     | 0                | 2                |                  |                  |  |  |              |              |              |              |  |  |        |        |        |        |
|  |                     |                               | Club Atlético Vélez Sarsfield  | Club Atlético Vélez Sarsfield  | 0                         | 1                         |                  |                  |                  |                  |  |  |              |              |              |              |  |  |        |        |        |        |
|  | 16                  | Newell's Old Boys             | Club Atlético Vélez Sarsfield  | Club Atlético Vélez Sarsfield  | 0                         | 1                         | 2                | 2                |                  |                  |  |  |              |              |              |              |  |  |        |        |        |        |
|  | 16                  | Newell's Old Boys             |                                |                                |                           |                           |                  | 2                |                  |                  |  |  |              |              |              |              |  |  |        |        |        |        |
|  | 1                   | Club Atlético Vélez Sarsfield | 4                              | 2                              |                           |                           |                  |                  |                  |                  |  |  |              |              |              |              |  |  |        |        |        |        |
|  | 1                   | Club Atlético Vélez Sarsfield | 4                              | 2                              | Chivas de Guadalajara     | Chivas de Guadalajara     | 0                | 0                |                  |                  |  |  |              |              |              |              |  |  |        |        |        |        |
|  |                     |                               |                                |                                | Chivas de Guadalajara     | Chivas de Guadalajara     | 0                | 0                |                  |                  |  |  |              |              |              |              |  |  |        |        |        |        |
|  |                     |                               | São Paulo Futebol Clube'T'     | São Paulo Futebol Clube'T'     | 1                         | 3                         |                  |                  |                  |                  |  |  |              |              |              |              |  |  |        |        |        |        |
|  | 12                  | Estudiantes de La Plata       | São Paulo Futebol Clube'T'     | São Paulo Futebol Clube'T'     | 1                         | 3                         | 2                | 1                |                  |                  |  |  |              |              |              |              |  |  |        |        |        |        |
|  | 12                  | Estudiantes de La Plata       |                                |                                |                           |                           |                  | 1                |                  |                  |  |  |              |              |              |              |  |  |        |        |        |        |
|  | 5                   | Goiás Esporte Clube           | 0                              | 3                              |                           |                           |                  |                  |                  |                  |  |  |              |              |              |              |  |  |        |        |        |        |
|  | 5                   | Goiás Esporte Clube           | 0                              | 3                              | Estudiantes de La Plata   | Estudiantes de La Plata   | 1                | 0 (3)            |                  |                  |  |  |              |              |              |              |  |  |        |        |        |        |
|  |                     |                               |                                |                                | Estudiantes de La Plata   | Estudiantes de La Plata   | 1                | 0 (3)            |                  |                  |  |  |              |              |              |              |  |  |        |        |        |        |
|  |                     |                               | São Paulo Futebol Clube'T' tab | São Paulo Futebol Clube'T' tab | 0                         | 1 (4)                     |                  |                  |                  |                  |  |  |              |              |              |              |  |  |        |        |        |        |
|  | 13                  | Sociedade Esportiva Palmeiras | São Paulo Futebol Clube'T' tab | São Paulo Futebol Clube'T' tab | 0                         | 1 (4)                     | 1                | 1                |                  |                  |  |  |              |              |              |              |  |  |        |        |        |        |
|  | 13                  | Sociedade Esportiva Palmeiras |                                |                                |                           |                           |                  | 1                |                  |                  |  |  |              |              |              |              |  |  |        |        |        |        |
|  | 4                   | São Paulo Futebol Clube'T'    | 1                              | 2                              |                           |                           |                  |                  |                  |                  |  |  |              |              |              |              |  |  |        |        |        |        |
|  | 4                   | São Paulo Futebol Clube'T'    | 1                              | 2                              | São Paulo Futebol ClubeT  | São Paulo Futebol ClubeT  | 1                | 2                |                  |                  |  |  |              |              |              |              |  |  |        |        |        |        |
|  |                     |                               |                                |                                | São Paulo Futebol ClubeT  | São Paulo Futebol ClubeT  | 1                | 2                |                  |                  |  |  |              |              |              |              |  |  |        |        |        |        |
|  |                     |                               | Sport Club Internacional       | Sport Club Internacional       | 2                         | 2                         |                  |                  |                  |                  |  |  |              |              |              |              |  |  |        |        |        |        |
|  | 14                  | Club Atlético River Plate     | Sport Club Internacional       | Sport Club Internacional       | 2                         | 2                         | 3                | 3                |                  |                  |  |  |              |              |              |              |  |  |        |        |        |        |
|  | 14                  | Club Atlético River Plate     |                                |                                |                           |                           |                  | 3                |                  |                  |  |  |              |              |              |              |  |  |        |        |        |        |
|  | 3                   | SC Corinthians                | 2                              | 1                              |                           |                           |                  |                  |                  |                  |  |  |              |              |              |              |  |  |        |        |        |        |
|  | 3                   | SC Corinthians                | 2                              | 1                              | Club Atlético River Plate | Club Atlético River Plate | 2                | 1                |                  |                  |  |  |              |              |              |              |  |  |        |        |        |        |
|  |                     |                               |                                |                                | Club Atlético River Plate | Club Atlético River Plate | 2                | 1                |                  |                  |  |  |              |              |              |              |  |  |        |        |        |        |
|  |                     |                               | Club Libertad                  | Club Libertad                  | 2                         | 3                         |                  |                  |                  |                  |  |  |              |              |              |              |  |  |        |        |        |        |
|  | 11                  | Tigres UANL tab               | Club Libertad                  | Club Libertad                  | 2                         | 3                         | 0                | 0 (3)            |                  |                  |  |  |              |              |              |              |  |  |        |        |        |        |
|  | 11                  | Tigres UANL tab               |                                |                                |                           |                           |                  | 0 (3)            |                  |                  |  |  |              |              |              |              |  |  |        |        |        |        |
|  | 6                   | Club Libertad                 | 0                              | 0 (5)                          |                           |                           |                  |                  |                  |                  |  |  |              |              |              |              |  |  |        |        |        |        |
|  | 6                   | Club Libertad                 | 0                              | 0 (5)                          | Club Libertad             | Club Libertad             | 0                | 0                |                  |                  |  |  |              |              |              |              |  |  |        |        |        |        |
|  |                     |                               |                                |                                | Club Libertad             | Club Libertad             | 0                | 0                |                  |                  |  |  |              |              |              |              |  |  |        |        |        |        |
|  |                     |                               | Sport Club Internacional       | Sport Club Internacional       | 0                         | 2                         |                  |                  |                  |                  |  |  |              |              |              |              |  |  |        |        |        |        |
|  | 10                  | LDU Quito                     | Sport Club Internacional       | Sport Club Internacional       | 0                         | 2                         | 4                | 1                |                  |                  |  |  |              |              |              |              |  |  |        |        |        |        |
|  | 10                  | LDU Quito                     |                                |                                |                           |                           |                  | 1                |                  |                  |  |  |              |              |              |              |  |  |        |        |        |        |
|  | 7                   | Atlético Nacional             | 0                              | 0                              |                           |                           |                  |                  |                  |                  |  |  |              |              |              |              |  |  |        |        |        |        |
|  | 7                   | Atlético Nacional             | 0                              | 0                              | LDU Quito                 | LDU Quito                 | 2                | 0                |                  |                  |  |  |              |              |              |              |  |  |        |        |        |        |
|  |                     |                               |                                |                                | LDU Quito                 | LDU Quito                 | 2                | 0                |                  |                  |  |  |              |              |              |              |  |  |        |        |        |        |
|  |                     |                               | Sport Club Internacional       | Sport Club Internacional       | 1                         | 2                         |                  |                  |                  |                  |  |  |              |              |              |              |  |  |        |        |        |        |
|  | 15                  | Club Nacional de Football     | Sport Club Internacional       | Sport Club Internacional       | 1                         | 2                         | 1                | 0                |                  |                  |  |  |              |              |              |              |  |  |        |        |        |        |
|  | 15                  | Club Nacional de Football     |                                |                                |                           |                           |                  | 0                |                  |                  |  |  |              |              |              |              |  |  |        |        |        |        |
|  | 2                   | Sport Club Internacional      | 2                              | 0                              |                           |                           |                  |                  |                  |                  |  |  |              |              |              |              |  |  |        |        |        |        |
|  | 2                   | Sport Club Internacional      | 2                              | 0                              |                           |                           |                  |                  |                  |                  |  |  |              |              |              |              |  |  |        |        |        |        |
|  |                     |                               |                                |                                |                           |                           |                  |                  |                  |                  |  |  |              |              |              |              |  |  |        |        |        |        |

### Huitièmes de finale
| Équipe 1                      | Résultat      | Équipe 2                      | Aller | Retour |
| ----------------------------- | ------------- | ----------------------------- | ----- | ------ |
| LDU Quito                     | 5 - 0         | Atlético Nacional             | 4 - 0 | 1 - 0  |
| Estudiantes de La Plata       | 3e - 3        | Goiás Esporte Clube           | 2 - 0 | 1 - 3  |
| Chivas de Guadalajara         | 4 - 3         | Club Independiente Santa Fe   | 3 - 0 | 1 - 3  |
| Sociedade Esportiva Palmeiras | 2 - 3         | São Paulo Futebol Clube'T'    | 1 - 1 | 1 - 2  |
| Club Atlético River Plate     | 6 - 3         | SC Corinthians                | 3 - 2 | 3 - 1  |
| Newell's Old Boys             | 4 - 6         | Club Atlético Vélez Sarsfield | 2 - 4 | 2 - 2  |
| Club Nacional de Football     | 1 - 2         | Sport Club Internacional      | 1 - 2 | 0 - 0  |
| Tigres UANL                   | 0 - 0 3-5 tab | Club Libertad                 | 0 - 0 | 0 - 0  |

### Quarts de finale
| Équipe 1                  | Résultat      | Équipe 2                      | Aller | Retour |
| ------------------------- | ------------- | ----------------------------- | ----- | ------ |
| Chivas de Guadalajara     | 2 - 1         | Club Atlético Vélez Sarsfield | 0 - 0 | 2 - 1  |
| LDU Quito                 | 2 - 3         | Sport Club Internacional      | 2 - 1 | 0 - 2  |
| Estudiantes de La Plata   | 1 - 1 3-4 tab | São Paulo Futebol Clube'T'    | 1 - 0 | 0 - 1  |
| Club Atlético River Plate | 3 - 5         | Club Libertad                 | 2 - 2 | 1 - 3  |

### Demi-finales
| Équipe 1              | Résultat | Équipe 2                   | Aller | Retour |
| --------------------- | -------- | -------------------------- | ----- | ------ |
| Chivas de Guadalajara | 0 - 4    | São Paulo Futebol Clube'T' | 0 - 1 | 0 - 3  |
| Club Libertad         | 0 - 2    | Sport Club Internacional   | 0 - 0 | 0 - 2  |

### Finale
| 9 août 2006 | São Paulo Futebol Clube | 1 - 2 | Sport Club Internacional | Stade de Morumbi, São Paulo                      |                                                  |
|             | Edcarlos 75e            |       | 53e, 61e Rafael Sóbis    | Spectateurs : 71 745 Arbitrage : Jorge Larrionda | Spectateurs : 71 745 Arbitrage : Jorge Larrionda |

| 16 août 2006 | Sport Club Internacional  | 2 - 2 | São Paulo Futebol Clube  | Stade José-Pinheiro-Borda, Porto Alegre           |                                                   |
|              | Fernandão 29e · Tinga 66e |       | 50e Fabão · 85e Lenílson | Spectateurs : 55 000 Arbitrage : Horacio Elizondo | Spectateurs : 55 000 Arbitrage : Horacio Elizondo |

| Vainqueur de la Copa Libertadores 2006 |
| -------------------------------------- |
| Sport Club Internacional Premier titre |

## Meilleurs buteurs
| # | Nom                | Équipe          | Buts |
| - | ------------------ | --------------- | ---- |
| 1 | Aloísio            | São Paulo       | 5    |
| 1 | Félix Borja        | El Nacional     | 5    |
| 1 | José Luis Calderón | Estudiantes     | 5    |
| 1 | Agustín Delgado    | LDU Quito       | 5    |
| 1 | Sebastián Ereros   | Vélez Sársfield | 5    |
| 1 | Ernesto Farías     | River Plate     | 5    |
| 1 | Fernandão          | Internacional   | 5    |
| 1 | Marcinho           | Palmeiras       | 5    |
| 1 | Daniel Montenegro  | River Plate     | 5    |
| 1 | Nilmar             | Corinthians     | 5    |
| 1 | Mariano Pavone     | Estudiantes     | 5    |
| 1 | Jorge Quinteros    | U. Católica     | 5    |
| 1 | Patricio Urrutia   | LDU Quito       | 5    |
| 1 | Washington         | Palmeiras       | 5    |